# جلیل فرجاد
جلیل فرجاد (زادهٔ ۱۸ اسفند ۱۳۳۰ در مرند) بازیگر ایرانی است. او دارای مدرک تحصیلی لیسانس بازیگری و فوق لیسانس کارگردانی و درجه یک هنری معادل دکترامی باشد. نخستین تجربهٔ سینمایی او در فیلم بازداشتگاه در سال ۱۳۶۱ بود. فرجاد پدر بازیگران، مارال فرجاد و مونا فرجاد است.

## کارنامهٔ هنری

### سینما
1. سفر پرماجرا (۱۳۹۴)
2. حلقه‌های ازدواج (۱۳۸۸)
3. نطفه شوم (۱۳۸۷)
4. جنایت و جنحه (۱۳۸۴)
5. محفل ایکس (۱۳۸۳)
6. جان‌سخت (۱۳۷۶)
7. کوچه و موزه (۱۳۷۳)
8. بر بال فرشتگان (۱۳۷۱)
9. تا مرز دیدار (۱۳۶۸)
10. دست نوشته‌ها (۱۳۶۵)
11. گشتی‌ها (۱۳۶۵)
12. توهم (۱۳۶۴)
13. هویت (۱۳۶۴)
14. سیاه راه (۱۳۶۳)
15. شب مکافات (۱۳۶۳)
16. بازداشتگاه (۱۳۶۲)

### تلویزیون
| سال       | نام                                 | سمت          | کارگردان                     | توضیحات                                                                      |
| --------- | ----------------------------------- | ------------ | ---------------------------- | ---------------------------------------------------------------------------- |
| ۱۴۰۲      | سنجرخان                             | بازیگر       | محمدحسین لطیفی               | شبکه ۱                                                                       |
| ١۴٠١      | بی‌همگان                             | بازیگر       | بهرنگ توفیقی-اصغر هاشمی      | شبکه ٣                                                                       |
| ١۴۰۰      | سه‌شنبه ۱۴ جولای                     | بازیگر       | محمدجواد حسینی               | شبکه ١                                                                       |
| ١٣٩٩      | روزهای ابدی                         | بازیگر       | جواد شمقدری                  | شبکه ١                                                                       |
| ۱۳۹٨      | برادر جان                           | بازیگر       | محمدرضا آهنج                 | شبکه ۳                                                                       |
| ۱۳۹۵      | سریال قصه‌های تبیان (اپیزود بازخورد) | بازیگر       | فرج الله سلحشور              | شبکه ۵                                                                       |
| ۱۳۹۳      | تله‌فیلم «رسم رفاقت»                 | بازیگر       | رهبر قنبری                   | شبکه ۲                                                                       |
| ۱۳۹۳      | فاخته                               | بازیگر       | محمود معظمی                  | در رمضان ۱۳۹۳ از شبکه ۲ پخش شد. این سریال در آغاز «مثل من، مثل تو» نام داشت. |
| ۱۳۹۳      | تله‌فیلم «سکوت دریا»                 | بازیگر       | سیامک صرافت                  | شبکه ۱                                                                       |
| ۱۳۹۲      | در بند اروند                        | بازیگر       | سیامک صرافت                  | در نقش «سید صادق»                                                            |
| ۱۳۹۲      | تله‌فیلم «چشم و چراغ»                | بازیگر       | محسن عظیمی‌نیا                | شبکه قرآن و معارف                                                            |
| ۱۳۹۲      | تله‌فیلم «سه میلیون دلار ناقابل»     | بازیگر       | میثم عقیقی                   | شبکه ۱                                                                       |
| ۱۳۹۲      | تله‌فیلم «پس از آن روز»              | بازیگر       | مجتبی یاسینی                 | شبکه ۲                                                                       |
| ۱۳۸۹      | راه دررو                            | بازیگر       | سعید آقاخانی                 | شبکه ۳نوروز ۹۰                                                               |
| ۱۳۸۹      | ملکوت                               | بازیگر       | محمدرضا آهنج                 | شبکه ۲ماه رمضان                                                              |
| ۱۳۸۹      | تله‌فیلم «چشم خدا»                   | بازیگر       | احسان صادقی حمزه             |                                                                              |
| ۱۳۸۹      | تله‌فیلم «داستان‌های ناتمام دنیا»     | بازیگر       | صادق پروین آشتیانی           |                                                                              |
| ۱۳۸۸–۱۳۸۹ | تله‌فیلم «انتخاب سیاوش»              | بازیگر       | شاهین باباپور                | شبکه ۲                                                                       |
| ۱۳۸۸      | عملیات ۱۲۵ (سری دوم)                | بازیگر       | محمدرضا آهنج                 | شبکه تهران                                                                   |
| ۱۳۸۸      | بچه‌های کوچه دوستی                   | بازیگر       | هنگامه مفید                  | شبکه قرآن و معارف                                                            |
| ۱۳۸۷      | تله‌فیلم «نقطه رهایی»                | بازیگر       | مهدی گلستانه                 | صدا و سیمای مرکز آبادان                                                      |
| ۱۳۸۶      | بوی سیب                             | بازیگر       | محسن ربیعی                   |                                                                              |
| ۱۳۸۶      | پاتوق                               | بازیگر مهمان | شاهین باباپور                | شبکه ۱                                                                       |
| ۱۳۸۶      | وکیل مدافع                          | بازیگر       | رضا شلچی                     | شبکه ۲                                                                       |
| ۱۳۸۴      | من و پوتی (سری دوم)                 | بازیگر       | بهرنگ توفیقی                 | شبکه ۲                                                                       |
| ۱۳۸۴      | چه کسی به سرهنگ شلیک کرد؟           | بازیگر       | جواد اردکانی                 | شبکه ۱                                                                       |
| ۱۳۸۳      | بوی غریب پاییز                      | بازیگر       | مجتبی یاسینی                 | شبکه ۲                                                                       |
| ۱۳۸۳      | من و پوتی                           | بازیگر       | امیر فیضی                    | در برنامه کودک و نوجوان شبکه ۲ پخش می‌شد.                                     |
| ۱۳۸۲      | وارث                                | بازیگر       | کاظم بلوچی                   | شبکه ۱                                                                       |
| ۱۳۸۲      | خانه‌ای در تاریکی                    | بازیگر       | سعید سلطانی                  | شبکه ۳                                                                       |
| ۱۳۸۱      | نسیم رؤیا                           | بازیگر       | کاظم بلوچی محسن عظیمی‌نیا     | در رمضان ۱۳۸۱ از شبکه ۱ پخش شد.                                              |
| ۱۳۸۱      | بررسی یک پرونده                     | بازیگر       | علاءالدین رحیمی              |                                                                              |
| ۱۳۸۰      | حجر بن عدی                          | بازیگر       | تاجبخش فنائیان               |                                                                              |
| ۱۳۸۰      | نخل و تنهایی                        | بازیگر       | بهروز طاهری                  | در رمضان ۱۳۸۰ از شبکه ۱ پخش شد.                                              |
| ۱۳۷۹      | پروانه‌ها در باد                     | بازیگر       | بهروز طاهری                  | شبکه ۱                                                                       |
| ۱۳۷۹      | غریبه                               | بازیگر       | جواد اردکانی                 | شبکه ۲                                                                       |
| ۱۳۷۹      | سفر باران                           | بازیگر       | بهروز طاهری                  | در سال ۱۳۸۱ از شبکه ۱ پخش شد.                                                |
| ۱۳۷۹      | شن‌های شاهد                          | بازیگر       | بهروز طاهری                  | در ماه محرم ۱۳۷۹ از شبکه ۱ پخش شد.                                           |
| ۱۳۷۷      | راه سوم                             | بازیگر       | قاسم جعفری                   | شبکه ۳                                                                       |
| ۱۳۷۷      | تله‌تئاتر «پول»                      | بازیگر       | حسین فرخی                    |                                                                              |
| ۱۳۷۷      | روایت انقلاب                        | بازیگر       | جمال شورجه جواد شمقدری       | در دههٔ فجر ۱۳۷۷ از شبکه ۲ پخش شد.                                            |
| ۱۳۷۶      | گردنبند                             | بازیگر       | سیدهاشم میرطالبی             | در رمضان ۱۳۷۶ از شبکه ۳ پخش شد.                                              |
| ۱۳۷۶      | خانه ما                             | بازیگر       | مجتبی یاسینی                 | در برنامه کودک و نوجوان شبکه ۲ پخش می‌شد.                                     |
| ۱۳۷۵      | روزهای پرماجرا                      | بازیگر       | مجتبی یاسینی                 | در رمضان ۱۳۷۵ از برنامه کودک و نوجوان شبکه ۱ پخش شد.                         |
| ۱۳۷۴      | عیاران                              | بازیگر       | کاظم بلوچی                   |                                                                              |
| ۱۳۷۰–۱۳۷۴ | دهه انقلاب                          | بازیگر       | محمدرضا مجد فرید نیکخواه‌آزاد | شبکه ۲                                                                       |
| ۱۳۷۳      | حکایتی و حکمتی                      | بازیگر       | مجتبی یاسینی                 | شبکه ۲                                                                       |
| ۱۳۷۲–۱۳۷۳ | فاصله                               | بازیگر       | مجتبی یاسینی                 | شبکه ۲                                                                       |
| ۱۳۷۲–۱۳۷۳ | باغ گیلاس                           | بازیگر       | مجید بهشتی                   | شبکه ۱                                                                       |
| ۱۳۷۲      | لبخند زندگی                         | بازیگر       | محمد دستگردی                 | شبکه ۱                                                                       |
| ۱۳۷۱–۱۳۷۲ | آپارتمان                            | بازیگر       | اصغر هاشمی                   | شبکه ۱                                                                       |
| ۱۳۷۱      | آوارگان عشق                         | بازیگر       | علاءالدین رحیمی              | شبکه ۱                                                                       |
| ۱۳۷۰      | هزاران برگ و هزار رنگ               | بازیگر       | حسین محب‌اهری حسین فردرو      | در برنامه کودک و نوجوان شبکه ۱ پخش می‌شد.                                     |
| ۱۳۶۸      | ازدواج پر ماجرا                     | بازیگر       | منوچهر پوراحمد               | در نوروز ۱۳۶۹ از شبکه ۱ پخش شد.                                              |
| ۱۳۶۸      | راز                                 | بازیگر       | قاسم سیف                     | شبکه ۱                                                                       |
| ۱۳۶۷      | تله‌فیلم «گشتی‌ها»                    | بازیگر       | جواد مرادی                   | مرکز سیمای فارس (شیراز) و شبکه ۲                                             |
| ۱۳۶۵      | چشم چشم، دو ابرو                    | بازیگر       | محمدمهدی رسولی               | در برنامه کودک و نوجوان شبکه ۱ پخش می‌شد.                                     |
| ۱۳۶۵      | مدرس                                | بازیگر       | هوشنگ توکلی                  | کارگردان تلویزیونی: «[[مسعود فروتن]]»                                        |
| ۱۳۶۵      | نهضت‌های آزادی‌بخش                    | بازیگر       | اسماعیل شنگله                |                                                                              |
| ۱۳۶۴      | پیر وفا (تاریخ اسلام)               | بازیگر       | مجتبی یاسینی                 | کارگردان تلویزیونی: «بیژن صمصامی»                                            |
| ۱۳۶۱      | اولین بار که در انقلاب شرکت کردم    | بازیگر       | گروه کارگردانان              | شبکه ۱                                                                       |

### شبکه خانگی
| سال  | نام          | سمت      | کارگردان       | توضیحات           |
| ---- | ------------ | -------- | -------------- | ----------------- |
| ۱۳۹۳ | عموجان هیتلر | کارگردان | حمید ابراهیمی  | پخش در شبکه خانگی |
| ۱۴۰۱ | خون سرد      | بازیگر   | امیرحسین ترابی | پخش از فیلم نت    |